# Union de l'extrême droite
Union de l'extrême droite (UXD) est une nuance politique définie en prévision des élections législatives françaises de 2024 par le ministère de l'Intérieur et des Outre-mer.

## Définition
L'Union de l'extrême droite (abrégée en UXD) est l'une des vingt-quatre nuances politiques définies en prévision des élections législatives françaises de 2024 par le ministère de l'Intérieur et des Outre-mer, prévues et précisées par deux circulaires du 11 juin 2024 diffusées aux préfets et hauts commissaires,.
La seconde circulaire, publiée le 27 juin 2024, rappelle la distinction, établie par le décret no 2014-1479 du 9 décembre 2014 relatif au Répertoire national des élus, entre l'étiquette politique, librement choisie par le candidat et qui reflète ses convictions ou engagements personnels et peut différer du parti de rattachement indiqué dans le formulaire relatif à la campagne audiovisuelle et à l'aide publique, et la nuance politique, qui peut en différer, est attribuée par l'administration au regard des critères définis dans la circulaire et la grille en annexe, et constitue un préalable essentiel à l'analyse électorale et à la lisibilité des résultats des élections pour les citoyens.
La circulaire précise les critères à prendre en compte pour l'attribution chacun des candidats de l'une des 24 nuances correspondant aux principales formations et sensibilités politiques notamment, « si le candidat bénéficie de l'investiture ou du soutien de plusieurs formations politiques, la nuance attribuée est une nuance correspondant à un parti, à une alliance de partis, ou à une sensibilité selon son appartenance à un parti, le programme et les idées affichés, sa trajectoire politique, ou l'étiquette déclarée » et « si le candidat est dissident, la nuance attribuée est la nuance de sensibilité la plus proche de celle de son parti d'origine ou, s'il a changé de sensibilité, la nuance de la nouvelle sensibilité qu'il revendique ou dont il relève ».
Cette même circulaire précise que les candidats peuvent demander la rectification de la nuance attribuée. Les rectifications sont limitées aux cas où les informations concernant le candidat sont inexactes. Si une rectification est demandée dans les trois jours précédant le tour de scrutin, elle ne peut être prise en compte au moment de la diffusion des résultats, même si elle est fondée mais sera examinée ultérieurement. Tout candidat qui se voit opposer un refus a la possibilité de contester la décision auprès du juge administratif.
L'annexe 1 indique en regard du code UXD et de son libellé « Union de l'extrême droite », le commentaire « Candidats présentés ou soutenus par deux partis d'extrême droite ».

## Précédents
Les nuances BC-UXD (« Binôme d'union à l'extrême droite : Plusieurs partis ou formations d'extrême droite, dont l'un au moins
dispose d'une nuance propre ») et LUXD (« Liste de sensibilité d'extrême droite présentée ou soutenue par plusieurs formations dont au moins le RN ») sont attribuées à des binômes de candidats ou à des listes de candidats lors des élections régionales et départementales de 2021 et lors des élections sénatoriales de 2023.

## Élections législatives de 2024
Lors des élections législatives de 2024, la nuance UXD, Union de l'extrême droite, est attribuée à Éric Ciotti, président contesté des Républicains, et à 62 candidats de l', parti politique créé en 2012, supposément adhérents aux Républicains, et soutenus par le Rassemblement national. Éric Ciotti conteste cette classification et demande un classement en « Union de la droite » pour lui-même et pour les 61 autres candidats
L'étiquette est jugée « infamante » par Éric Ciotti, qui la qualifie de « scandale démocratique d’une gravité inédite » et de « basse manœuvre » du gouvernement « visant à déstabiliser nos candidats et nos électeurs ». Le rejet de cette étiquette est par ailleurs alimenté par la comparaison avec l'étiquette « Union de la gauche » dont bénéficient les candidats du Nouveau Front populaire, y compris celui d'une partie du Nouveau Parti anticapitaliste, habituellement classé à l’extrême gauche,,,,. 
Les candidats s'étant vu assignée cette nuance réunissent au premier tour 1,25 million d’électeurs, soit 3,9 % des suffrages exprimés,. 60 candidats sont qualifiés pour le second tour tandis que Christelle D'Intorni est élue dès le premier tour dans la cinquième circonscription des Alpes-Maritimes,.